# 신경절 세포층
눈의 해부학에서 신경절 세포층(ganglion cell layer) 또는 신경절층(ganglionic layer)은 망막 신경절 세포와 변위된 무축삭 세포(amacrine cell)로 구성된 망막의 층이다.
세포는 다소 플라스크 모양이다. 각각의 둥근 내부 표면은 시신경층(stratum opticum)에 위치하며 그 안으로 연장되는 축삭을 보낸다.
반대쪽 끝에서 수많은 수상돌기가 내부 망상층(inner plexiform layer)으로 확장되어 다양한 수준에서 가지가 갈라지고 평평한 가지를 형성한다.
신경절 세포는 크기가 매우 다양하며, 일반적으로 작은 세포의 수상돌기는 내부 망상층에 들어가자마자 내부 망상층에 가지를 형성한다. 더 큰 세포의 수상돌기는 내부 핵층(inner nuclear layer)에 가깝게 분기된다.

## 같이 보기
- 난쟁이 세포 (midget cell, P 세포)
- 양산 세포 (parasol cell, M 세포)
- 작은세포 세포 (소세포성 세포, parvocellular cell, P-세포)
- 큰세포 세포 (대세포성 세포, magnocellular cell, M-세포)
- 이중층 세포 (bistratified cell)
- 내재적인 감광성 망막 신경절 세포(intrinsically photosensitive retinal ganglion cell)
- 멜라놉신
- 망막신경섬유층(retinal nerve fiber layer)
- 시각로 (optic tract)

## 참고 문헌
이 문서는 현재 퍼블릭 도메인에 속하는 그레이 해부학 제20판(1918) page 1016의 내용을 기초로 작성된 글이 포함되어 있습니다.